# De Immigrant
De Immigrant is een windmolen in Fulton (Illinois) die gebouwd is op de dijk langs de Mississippi.
Het stadje Fulton contracteerde op 4 december 1998 Lowlands Management, Molema Molenbouwers en Havenga aannemers om na transport per schip een Nederlandse windmolen te bouwen uit molenonderdelen die in Nederland in de werkplaats van de molenbouwer op maat waren gemaakt. Twee maanden later begon de bouw met 30 ton bilinga hout. De constructie vond in fases plaats en de romp, kap en wieken werden samengevoegd op 19 november 1999. In het voorjaar van 2000 werd het metselwerk van veldmuur en entree van de belt gedaan en tijdens Dutch Days werd de molen op 6 mei 2000 officieel in gebruik genomen. In 2001 werd het binnenwerk geplaatst en werd De Immigrant een werkende korenmolen. Op 5 mei 2001 begon De Immigrant officieel met het malen van tarwe, boekweit, rogge en maismeel.